# Cung điện của Diocletianus
Cung điện của Diocletianus hay Dinh Diocletianus (tiếng Croatia: Dioklecijanova palača, phát âm [diɔklɛt͡sijǎːnɔʋa pǎlat͡ʃa]) là một cung điện cổ được xây dựng cho hoàng đế La Mã Diocletianus vào đầu thế kỷ thứ 4 Công nguyên, ngày nay hình thành một nửa thị trấn cổ Split, Croatia. Mặc dù nó được gọi là "cung điện" vì mục đích sử dụng là nơi ở khi về hưu của Diocletianus nhưng thuật ngữ này có thể gây hiểu nhầm vì cấu trúc đồ sộ của nó giống với một pháo đài hơn. Khoảng một nửa diện tích của nó được sử dụng cho các mục đích cá nhân của vị hoàng đế, phần còn lại là nơi đóng quân của quân đội La Mã.
Quần thể này được xây dựng trên một bán đảo cách 6 kilômét về phía tây nam từ thành phố cổ Salona, thủ phủ cũ của tỉnh Dalmatia, một trong những thành phố lớn nhất đế quốc trong giai đoạn cuối với 60.000 dân, đồng thời cũng chính là nơi sinh của Diocletianus. Địa hình xung quanh Salona dốc thoải về phía biển và là cảnh quan núi đá vôi điển hình, bao gồm các rặng núi đá vôi thấp chạy từ đông sang tây với đá vôi bùn ở giữa các rặng núi. Những gì còn sót lại của cung điện ngày nay là phần lõi lịch sử của Split được UNESCO công nhận là Di sản thế giới từ năm 1979.

## Lịch sử

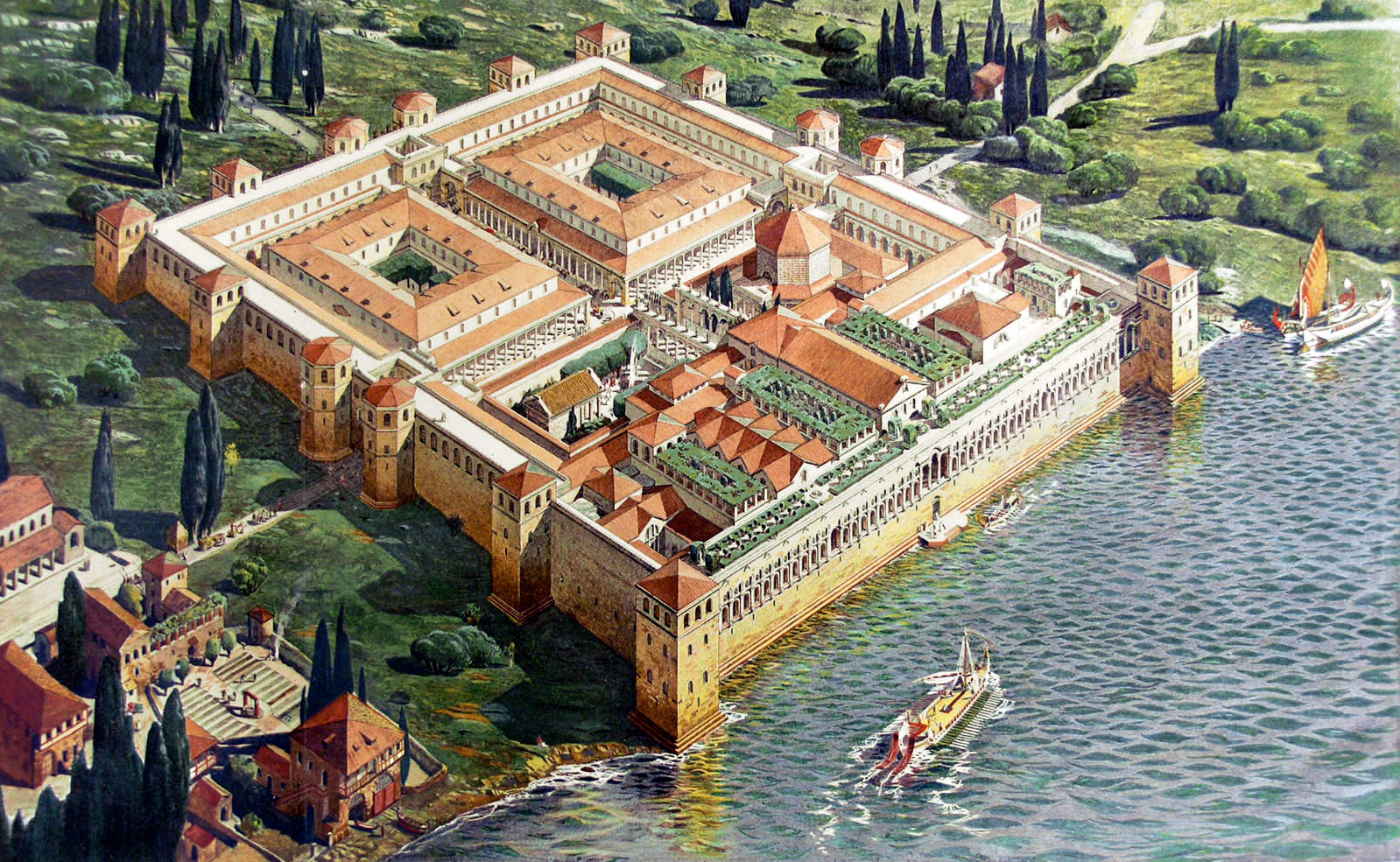
Tái thiết diện mạo của cung điện ban đầu vào khoảng thời gian sau khi hoàn thành vào năm 305 sau Công nguyên (nhìn từ phía tây nam).

Hoàng đế Diocletianus đã ra lệnh xây dựng khu phức hợp kiên cố gần thành phố quê hương Spalatum của ông để chuẩn bị cho việc về hưu vào ngày 1 tháng 5 năm 305 Công nguyên. Địa điểm được chọn là gần Salona, trung tâm hành chính của tỉnh Dalmatia, ở phía nam của một bán đảo nhỏ. Trên bản đồ dữ liệu của La Mã (được biết đến qua bản sao giấy da thời Trung Cổ của bản đồ Peutinger) đã có một khu định cư Spalatum trong khu vịnh đó, phần còn lại của nó vẫn chưa được hình thành.
Thời gian bắt đầu xây dựng cung điện Diocletianus vẫn chưa có thông tin chính xác. Nó được cho là bắt đầu vào khoảng năm 295, ngay sau khi thiết lập tứ đầu chế. Tuy nhiên, mười năm sau đó, khi Diocletianus thoái vị vào năm 305, cung điện dường như vẫn chưa hoàn thành, và có dấu hiệu cho thấy một số công việc được thực hiện trong khi hoàng đế đang cư trú tại cung điện. Người ta không biết cung điện được xây dựng theo ý tưởng kiến trúc của ai và những người xây dựng nó là ai. Khu phức hợp này được mô phỏng theo các pháo đài của người La Mã từ thế kỷ 3, có thể nhìn thấy các ví dụ về nó trên khắp các biên thành, chẳng hạn như pháo đài đầu cầu Castrum Divitia bắc qua sông Rhein từ Cologne.
Tuy nhiên, những cái tên Hy Lạp được khắc là Zotikos và Filotas cũng như nhiều ký tự Hy Lạp khác cho thấy một số người xây dựng ban đầu đến từ phần phía đông của đế quốc, tức là Diocletianus đã mang theo những bậc thầy từ phía Đông. Tuy nhiên, rất có thể một phần lớn lực lượng lao động là người gốc địa phương. Các vật liệu cơ bản đến từ khu vực xung quanh bao gồm đá vôi trắng đến từ đảo Brač, một số từ Seget gần Trogir; đá tufa được khai thác từ lòng sông gần đó; gạch được làm từ Spalatum và các xưởng gần đó.
Tại Carnuntum, mọi người cầu khẩn Diocletianus trở lại ngai vàng để giải quyết những mâu thuẫn nảy sinh thông qua Constantinus lên nắm quyền và vụ soán ngôi của Maxentius. Tuy nhiên ông đã từ chối.
Diocletianus sống thêm bốn năm, dành những ngày cuối cùng của mình trong khu vườn của cung điện. Ông đã chứng kiến hệ thống tứ đầu chế của mình thất bại, bị xé nát bởi những tham vọng ích kỷ của những người kế nhiệm. Ông hay tin về lần đòi hỏi ngai vàng thứ ba của Maximianus, vụ bức tử và chiến dịch xóa bỏ ký ức Damnatio memoriae. Trong cung điện của ông, các bức tượng và chân dung của vị hoàng đế đã bị xô đổ và phá hủy. Chìm trong tuyệt vọng và bệnh tật, Diocletianus có thể là đã tự sát. Ông mất vào ngày 3 tháng 12 năm 312.
Sau cái chết của Diocletianus, cuộc sống của cung điện vẫn chưa kết thúc, và nó vẫn thuộc quyền sở hữu của triều đình La Mã, cung cấp nơi trú ẩn cho các thành viên bị trục xuất của gia đình hoàng đế. Năm 480, hoàng đế Julius Nepos bị một trong những binh lính của chính ông sát hại, được cho là tại chính căn biệt thự của ông gần Salona. Vì cung điện của Diocletianus nằm trong khu vực này, nên hai dinh thự này có thể chỉ là một.
Cung điện bắt đầu cuộc sống mới khi Salona bị phá hủy phần lớn trong các cuộc xâm lược của người Avar và Slav vào thế kỷ 7, mặc dù năm chính xác của sự kiện hủy diệt vẫn còn là một cuộc tranh luận mở giữa các nhà khảo cổ học. Một phần dân cư bị trục xuất trở thành người tị nạn, đã tìm kiếm nơi trú ẩn sau những bức tường thành vững chắc của cung điện và cuộc sống thành phố mới có tổ chức đã bắt đầu. Kể từ đó, cung điện liên tục bị chiếm đóng, với những cư dân làm nhà và kinh doanh trong các tầng hầm và tại các bức tường. Nhà thờ Thánh Martin là một ví dụ cho xu hướng này khi nó được xây dựng trong một không gian nhỏ của Cổng Vàng ở bức tường phía bắc. Ngày nay, nhiều nhà hàng và cửa hiệu, và một số ngôi nhà vẫn có thể được thấy trong các bức tường.
Trong thời kỳ Công xã Trung Cổ tự do giữa thế kỷ 12 và 14, có một sự phát triển kiến trúc lớn khi nhiều ngôi nhà thời Trung Cổ không chỉ lấp kín các tòa nhà La Mã, đồng thời còn chiếm một phần lớn không gian tự do của đường phố và bến tàu. Cũng được hoàn thành trong giai đoạn này là việc xây dựng tháp chuông theo phong cách Romanesque của Nhà thờ chính tòa Thánh Domnius, nơi tọa lạc của tòa nhà ban đầu được sử dụng làm đền thờ thần Jupiter và sau đó được sử dụng làm Lăng mộ của Diocletianus.

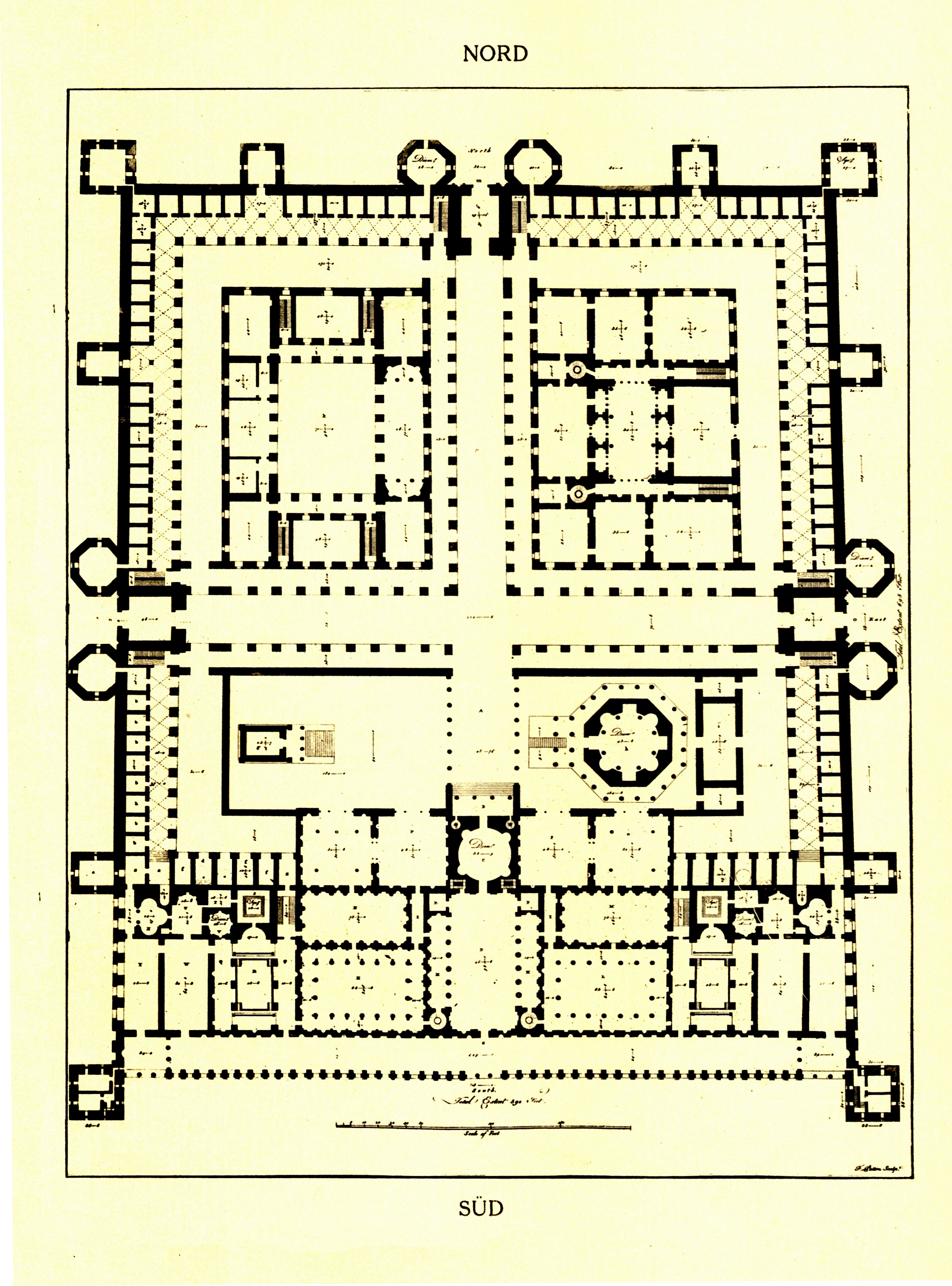
Mặt bằng tổng thể của cung điện Diocletianus.

Sau thời Trung Cổ, cung điện hầu như không được người ngoài biết đến cho đến khi kiến trúc sư người Scotland Robert Adam khảo sát các tàn tích. Sau đó, với sự hỗ trợ của nghệ sĩ cùng nhà cổ vật người Pháp Charles-Louis Clérisseau và một số họa sĩ, Adam đã xuất bản cuốn sách Tàn tích Cung điện của Hoàng đế Diocletianus tại Spalatro ở Dalmatia (London, 1764).
Cung điện của Diocletianus là nguồn cảm hứng cho phong cách kiến trúc Tân cổ điển mới của Adam, và việc xuất bản các bản vẽ đo đạc đã đưa tên của nó vào từ vựng thiết kế của kiến trúc châu Âu lần đầu tiên. Vài thập kỷ sau, vào năm 1782, họa sĩ người Pháp Louis-François Cassas đã tạo ra các bức vẽ về cung điện, được Joseph Lavallée xuất bản năm 1802 trong biên niên sử các chuyến đi của ông.
Ngày nay, cung điện được bảo tồn tốt với tất cả các tòa nhà lịch sử quan trọng nhất ở trung tâm thành phố Split, thành phố lớn thứ hai của Croatia hiện đại. Cung điện của Diocletianus vượt xa tầm quan trọng của khu vực vì mức độ bảo tồn của nó. Đây là một trong những công trình kiến trúc và văn hóa nổi tiếng và hoàn chỉnh nhất bên bờ biển Adriatic của Croatia. Là phần còn lại hoàn chỉnh nhất trên thế giới của một cung điện La Mã, nó giữ một vị trí nổi bật trong các di sản ở Địa Trung Hải, Châu Âu và thế giới.

## Kiến trúc

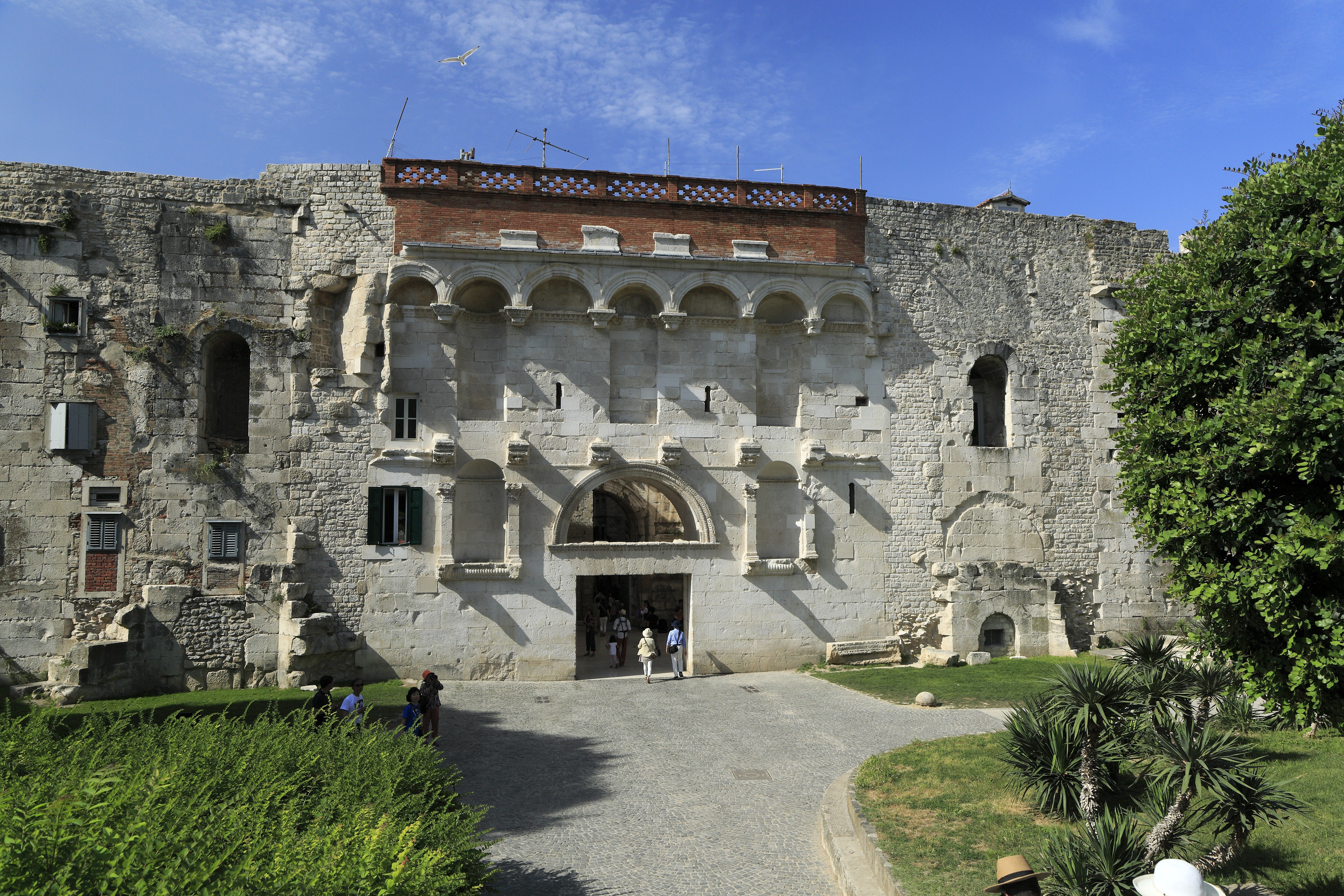
Cổng phía Bắc (Cổng Vàng).

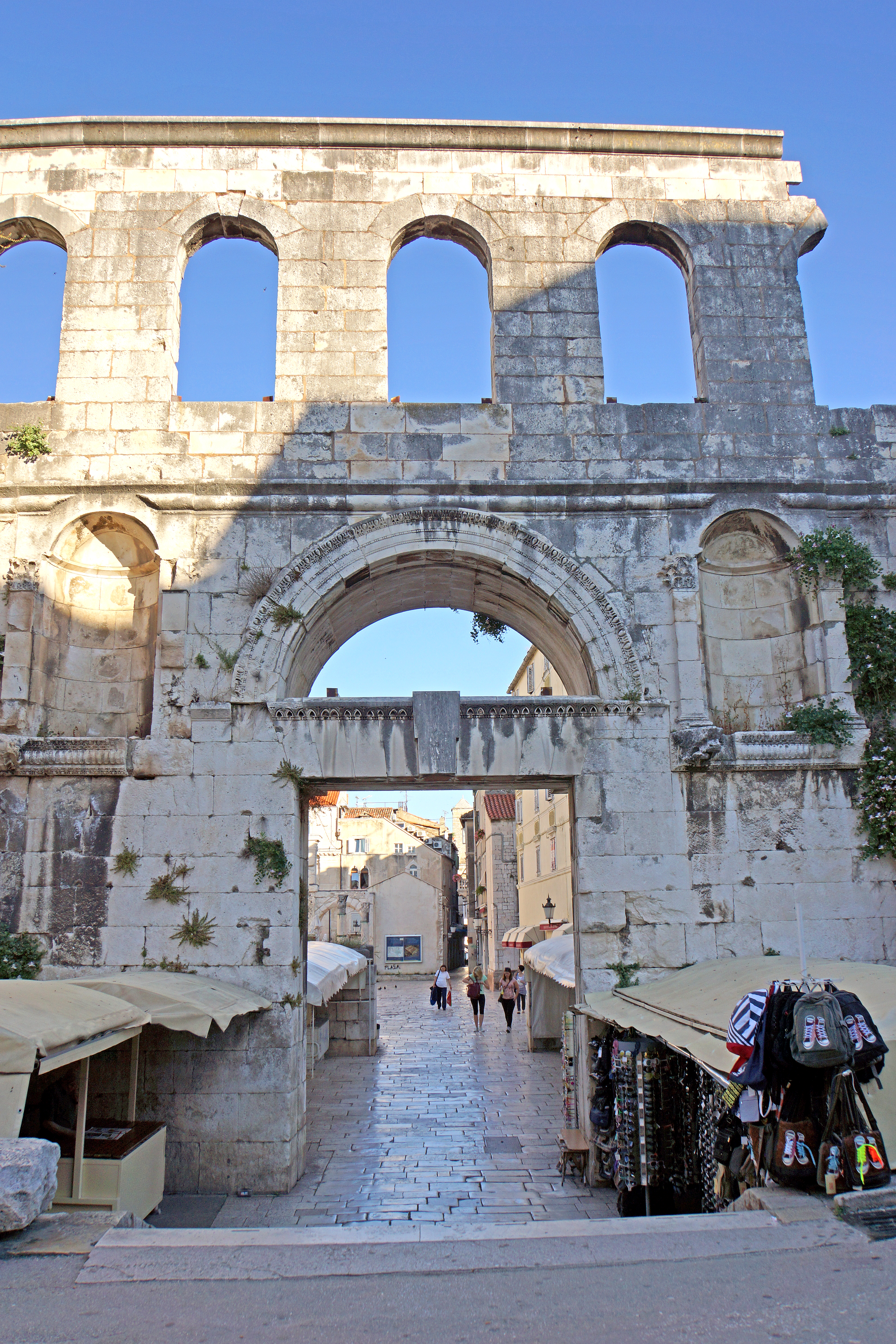
Cổng phía Đông (Cổng Bạc).

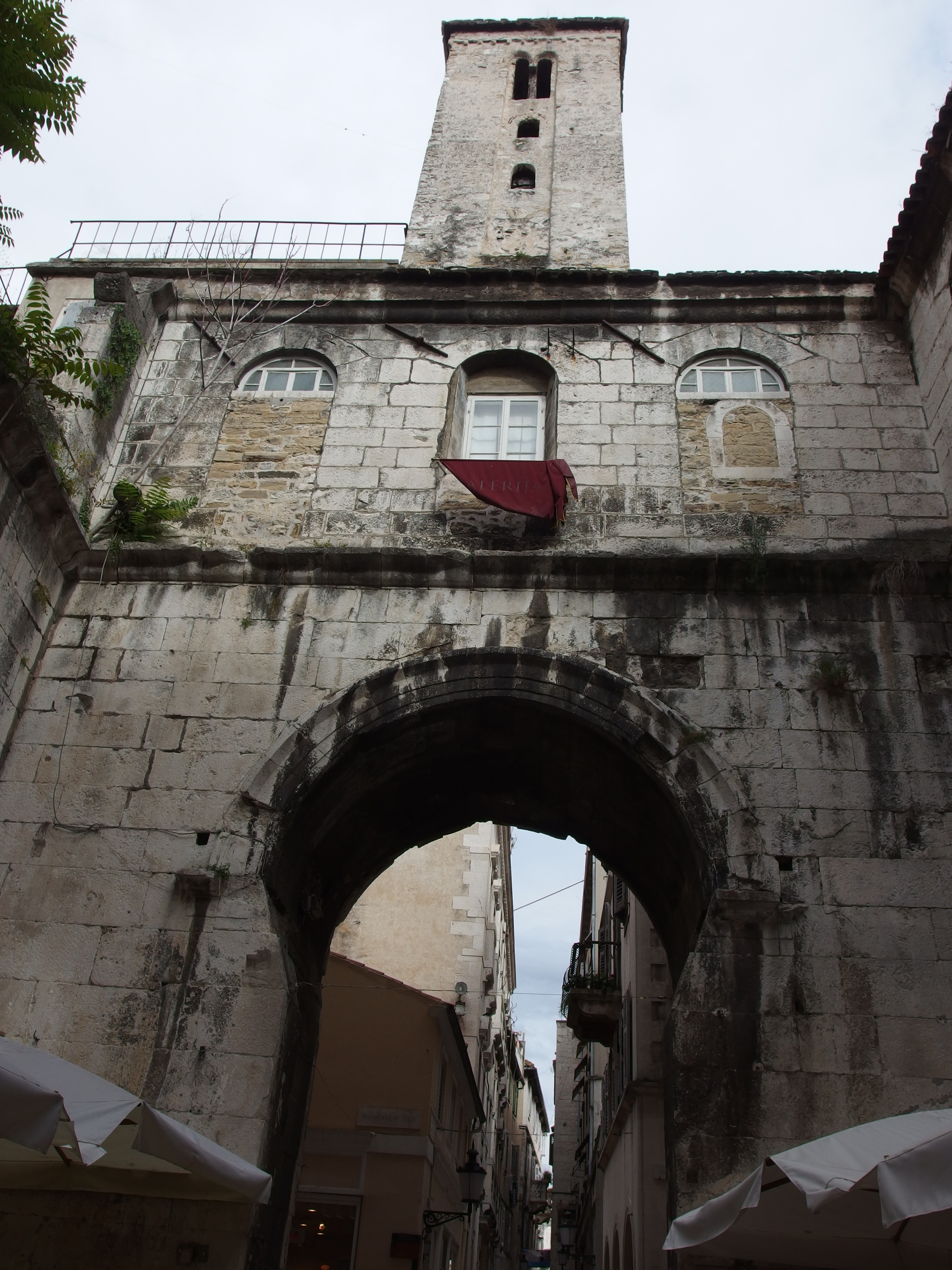
Cổng phía Tây (Cổng Sắt).

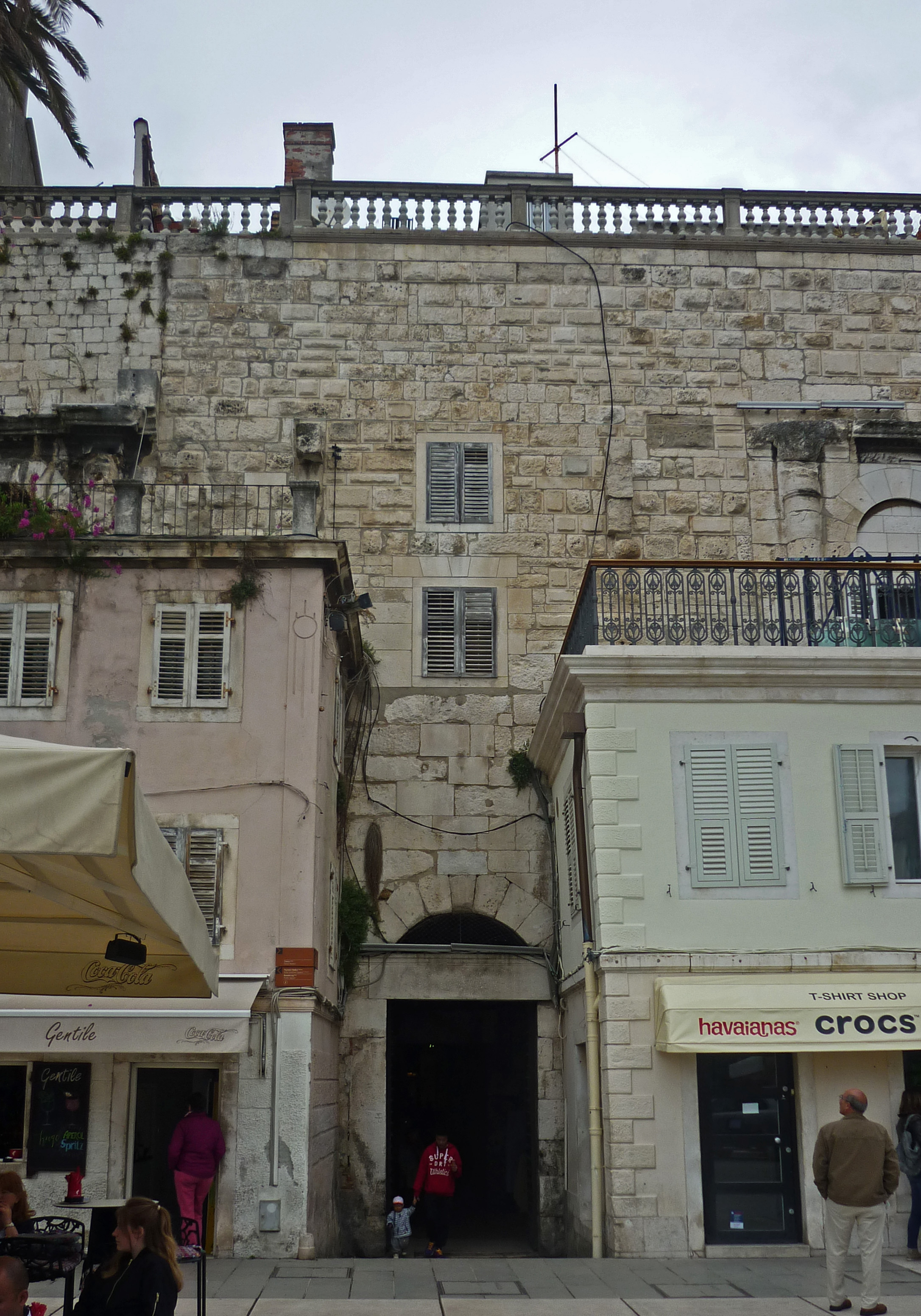
Cổng phía Nam (Cổng Đồng).

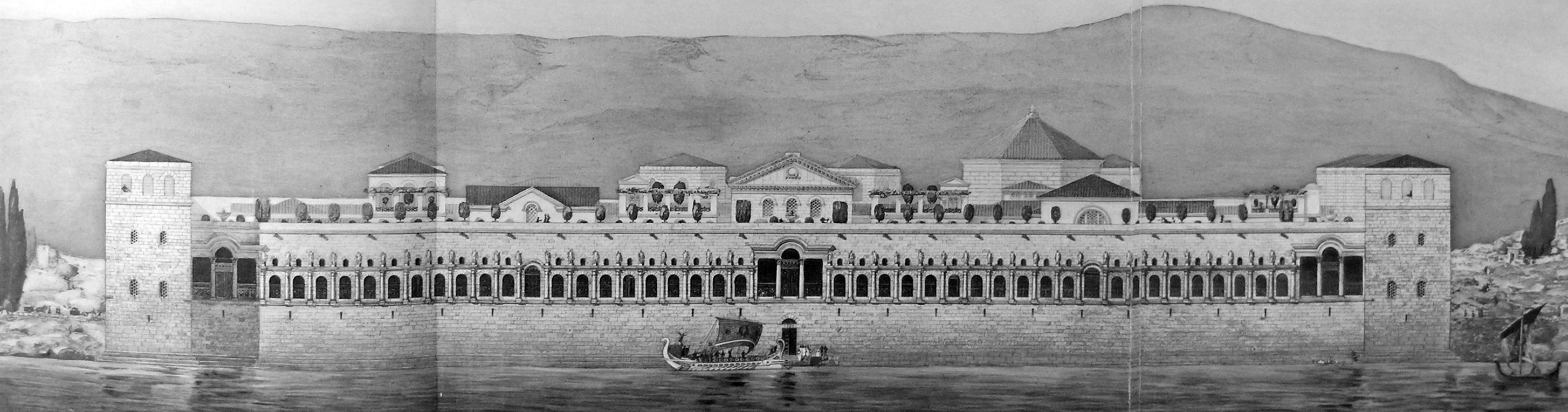
Tái thiết mặt tiền ra biển của E. Hébrard và J. Zeiller, Spalato (Paris, 1912).

Sơ đồ mặt bằng của cung điện là một hình chữ nhật không đều với các kích thước là 214,97 mét (mặt phía đông), 174,74 mét (mặt phía bắc), 181,65 mét (mặt phía nam) với mười sáu tháp nhô ra từ các mặt phía tây, bắc và đông là các mặt đối diện với đất liền. Có bốn tháp ở các góc của quảng trường, tạo cho cung điện một đặc điểm của pháo đài quân đoàn La Mã tương tự như trên sông Danube.
Hai trong số sáu tòa tháp ở tầng trệt hình bát giác được bao quanh bởi ba lối vào từ đầu cầu thang, sáu tòa tháp ở tầng trệt hình chữ nhật nằm giữa góc và hình bát giác. Đến nay, ba tháp góc (trừ tháp tây nam) đã được bảo tồn, và chỉ còn lại một tháp hình bát giác và hình chữ nhật. Ba cầu thang được bảo tồn tốt đã bị chia cắt thành các đoạn về mặt kiến trúc, đặc biệt là khu vực phía bắc, là lối vào chính của Salona. Cổng phía nam bên bờ biển khá nhỏ và đơn giản được bảo tồn tốt. Các bức tường mặt tiền của cung điện ở phần dưới các cổng rất đồ sộ và trang trí đơn giản, không có kẽ hở, trong khi ở phần trên cổng là những mái vòm lớn hướng về đất liền, nghĩa là ở các mặt phía tây, bắc và đông. Hầm chứa của cung điện Diocletianus là một cấu trúc vòm thùng tròn xây bằng đá.

### Các bức tường bên ngoài
Chỉ có mặt tiền phía nam, được xây dựng trực tiếp hoặc sát biển là không được gia cố. Thành phần kiến trúc phức tạp của cửa vòm hành lang ở tầng trên của nó khác với ba mặt tiền còn lại. Một cánh cổng hoành tráng ở giữa mỗi bức tường này dẫn đến một sân trong. "Cổng biển" phía nam (Porta Meridionalis) có hình dạng và kích thước đơn giản hơn ba cái còn lại, và người ta cho rằng ban đầu nó được dự định là lối đi riêng của hoàng đế bằng đường biển, hoặc là lối vào cho các con thuyền tiếp tế.

### Cổng phía Bắc
Cổng phía Bắc (Porta septemtrionalis) là một trong bốn cổng La Mã chính dẫn vào cung điện. Ban đầu nó là cổng chính mà hoàng đế đi vào trong cung điện. Nó nằm ở con đường phía bắc hướng tới Salona, thủ phủ khi đó của tỉnh Dalmatia và là nơi sinh của Diocletianus.  Đây có lẽ là cánh cổng mà hoàng đế bước vào sau khi thoái vị vào ngày 1 tháng 5 năm 305. Ngày nay, nhà thờ Thánh Martin từ thế kỷ thứ 7 có thể được tìm thấy phía trên cổng.

### Cổng phía Đông
Cổng phía Đông (Porta Orientalis) là một trong bốn cổng La Mã chính dẫn vào cung điện. Ban đầu nó chỉ là một cổng phụ quay mặt về phía thị trấn Epetia ở hướng đông, ngày nay là Stobreč. Có thể là vào khoảng thế kỷ 6, phía trên cánh cổng trong hành lang của lính canh, một nhà thờ nhỏ dành riêng cho Thánh Apolinar đã được thành lập. Điều này trùng hợp với việc khu phức hợp chứng kiến một dòng người tị nạn từ các cộng đồng xa xôi, các nhà thờ tương tự nằm trên cả các cổng còn lại. Cấu trúc phần này của bức tường và chính cánh cổng sau đó đã được đưa vào như là một phần của các tòa nhà khác nhau trong những thế kỷ tiếp theo, chẳng hạn như nhà thờ Dušica, đã bị phá hủy trong Chiến tranh thế giới thứ hai.

### Cổng phía Tây
Cổng phía Tây (Porta Occidentalis) ban đầu là một cổng quân sự, từ đó quân đội ra vào trong cung điện, hiện nó là cổng duy nhất được sử dụng liên tục cho đến ngày nay. Trong cuộc đàn áp của Theodosius I, một bức phù điêu hình nữ thần Nike đứng ở trên lanh-tô đã bị dỡ bỏ khỏi cổng. Sau đó vào thế kỷ 5, những người theo đạo Thiên Chúa đã gắn một cây Thánh giá vào vị trí đó. Vào thế kỷ thứ 6, phía trên cổng có một nhà thờ nhỏ dành riêng cho Thánh Teodora.

### Cổng phía Nam
Cổng phía Nam (Porta Meridionalis) là cổng nhỏ hơn trong số bốn cổng La Mã chính dẫn vào cung điện. Ban đầu là một cửa biển mà từ đó Hoàng đế đi vào cung điện bằng thuyền, thông qua các phòng dưới tầng hầm trong cung điện.

### Bố cục bên trong
Thiết kế bắt nguồn từ cả biệt thự và nơi kiên cố La Mã, hai mặt này được thể hiện rõ trong cách sắp xếp nội thất. Một con đường ngang (Decumanus Maximus) nối cổng Đông và Tây với nhau, chia cung điện thành hai nửa.
Ở nửa phía nam có nhiều công trình kiến trúc sang trọng hơn phần phía bắc; chúng bao gồm cả các tòa nhà công cộng, riêng và tôn giáo, cũng như các căn hộ của hoàng đế.
- Căn hộ của Hoàng đế: hình thành một khối dọc theo bờ biển, với bề mặt mặt ngoài hình vuông và mặt bằng sàn hình tròn, có mái vòm. Từ đó có một đường tiếp cận căn hộ của hoàng đế, dài 40 mét dọc theo toàn bộ mặt tiền phía nam. Nó chỉ được bảo tồn một phần ở tầng trên, nhưng ở tầng trệt là nơi có các cấu trúc phụ gần như được bảo tồn nguyên vẹn, do đó, bố cục tổng thể và diện mạo không gian trên có thể được hình dung bởi sơ đồ tầng trên và tầng dưới giống nhau. Ở phía tây của tầng trên là phần còn lại của một sảnh vòm và hai sảnh hậu cung, trong khi ở phía đông là các phần của một phòng ăn hình bát giác (Triclinium) với ba sảnh có mặt bằng sàn hình chữ thập. Bức tường của sảnh chữ thập phía tây được bảo tồn nguyên chiều cao. Căn hộ của Diocletianus được kết nối với nhau bằng một căn phòng dài dọc theo mặt tiền phía nam,[21] từ đó có 42 cửa sổ và 3 ban công nhìn ra biển. Hai phòng tắm gần đây đã được tìm thấy ở phía bắc căn hộ,  một cái tiếp giáp với phía tây và một cái tiếp giáp với sảnh phía đông. Mặc dù trong nhiều thế kỷ gần như hoàn toàn chứa đầy rác thải, nhưng hầu hết cấu trúc phụ vẫn được bảo quản tốt và cho thấy hình dạng và bố cục ban đầu của các căn phòng tầng trên.

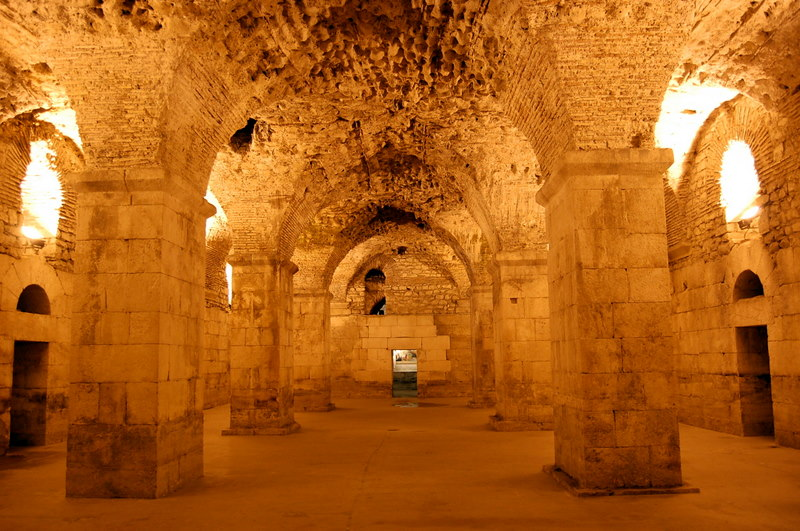
Hầm chứa của Cung điện Diocletianus

- Tiền sảnh: là phần đầu tiên của hành lang hoàng gia trong Cung điện dẫn qua sân trong (Peristyle) đến các căn hộ hoàng gia.[22]
- Hầm chứa của Cung điện Diocletianus: Nằm bên dưới những căn hộ hoàng gia, nó là một tập hợp các cấu trúc phụ nằm ở cuối phía nam của cung điện,[23] đại diện cho một trong những khu phức hợp cổ đại được bảo tồn tốt nhất trên thế giới.[24]
- Peristyle: Một sân trong quy mô lớn với hàng cột bao quanh hình thành lối vào phía bắc tới các căn hộ hoàng gia ở phía trước tiền sảnh. Nó cũng cho phép tiếp cận lăng mộ của hoàng đế ở phía đông (ngày nay là Nhà thờ chính tòa Thánh Domnius) và ba ngôi đền ở phía tây. Hai trong số ba ngôi đền đã biến mất, còn ngôi đền thứ ba ban đầu là Đền thờ Jupiter ngày nay trở thành một nhà rửa tội. Ngoài ra còn có một ngôi đền ở phía tây của sân trong được gọi là Đền thờ Asclepius có mái hình bán trụ được xây bằng các khối đá. Nó không bị rò rỉ cho đến những năm 1940.

Ở nửa phía bắc được chia thành hai phần bị chia cắt bởi con đường hướng bắc nam (Cardo) dẫn từ cổng phía bắc đến Peristyle, ít được bảo quản tốt hơn. Người ta thường cho rằng mỗi phần ở nửa này là một khu phức hợp dân cư gồm nhà ở của binh lính, người hầu, và có thể là một số công trình khác.
- Đường phố và các tòa nhà phụ: Cả hai phần của cung điện dường như được bao quanh bởi các đường phố,[25] dẫn đến các bức tường bao quanh thông qua một tòa nhà hình chữ nhật (có thể là kho vũ khí).
- Nhà vật liệu: Cung điện được xây dựng từ vật liệu địa phương gồm đá vôi trắng và đá cẩm thạch chất lượng cao. Hầu hết đá cẩm thạch được khai thác từ đảo Brač, đá tuff lấy từ lòng sông gần đó và gạch được sản xuất tại Salonitan. Một số vật liệu để trang trí được nhập từ ngoài đế quốc gồm các cột đá granit từ Ai Cập, đá cẩm thạch ốp tường và một vài đầu cột được sản xuất trong xưởng ở Proconnesos.
- Tượng nhân sư Ai Cập: Cung điện được trang trí bằng rất nhiều tượng nhân sư bằng đá granit 3500 năm tuổi có nguồn gốc từ địa điểm của pharaoh Ai Cập Thutmosis III. Chỉ có ba bức tượng đã sống sót qua nhiều thế kỷ. Một bức vẫn còn ở sân trong, một bức không đầu trước ngôi đền của thần Jupiter, và bức thứ ba được đặt trong bảo tàng thành phố.

## Di sản
Vào tháng 11 năm 1979, UNESCO thông qua một đề xuất trước đó đã chính thức công nhận Thành phố lịch sử Split xây dựng xung quanh Cung điện là di sản văn hóa thế giới.
Tháng 11 năm 2006, hội đồng thành phố quyết định cho phép xây dựng hơn 20 tòa nhà mới bên trong cung điện, bao gồm cả khu phức hợp mua sắm và nhà để xe, mặc dù cung điện đã được công nhận là Di sản thế giới. Người ta nói rằng quyết định này có động cơ chính trị và phần lớn là do vận động hành lang của các nhà phát triển bất động sản địa phương. Khi công chúng biết đến dự án vào năm 2007, họ đã đệ đơn chống lại quyết định này và đã giành chiến thắng. Không có tòa nhà, trung tâm mua sắm hoặc nhà để xe mới nào được xây dựng cả.
Hình ảnh của cung điện được mô tả trên mặt sau của tờ tiền 500 kuna Croatia phát hành năm 1993. Cung điện cũng được sử dụng như là địa điểm quay phần 4 của bộ phim truyền hình Game of Thrones (Trò chơi vương quyền). Ngoài ra, nó cũng là địa điểm diễn ra chặng 9 của The Amazing Race 31, loạt chương trình truyền hình thực tế của đài CBS.